# Christian Sauter (Fußballspieler)
Christian Sauter (* 11. Februar 1988 in Saulgau) ist ein ehemaliger deutscher Fußballspieler.

## Sportlicher Werdegang
Geboren wurde Christian Sauter im schwäbischen Saulgau, mit sechs Jahren ging er in der Nachbargemeinde zum FC Ostrach. Im Alter von 14 Jahren wurde er in die Jugend des VfB Stuttgart aufgenommen. Mit der U-17 des Vereins wurde er deutscher B-Junioren-, mit der U-19 A-Juniorenmeister. Daraufhin wurde er auch in die DFB-Juniorenauswahl berufen und nahm mit der deutschen U-19-Nationalmannschaft 2007 an der U-19-EM in Österreich teil, bei der das DFB-Team das Halbfinale erreichte. Später spielte er auch noch in der deutschen U-20.
Im letzten A-Jugendjahr wurde er auch in der U-23 des VfB als Abwehrspieler eingesetzt. Danach wechselte er zur Saison 2007/08 in die zweite Mannschaft in die Regionalliga Süd. Dort kam er aber erst einmal nicht zum Zuge und wurde erst am Ende der Hinrunde wieder eingesetzt. Nach der Winterpause wurde er an den Ligakonkurrenten SSV Reutlingen ausgeliehen, wo er regelmäßig spielte.
Nach Ende der Ausleihe wechselte Sauter im Juli 2008 zum SSV Ulm 1846, wo er ebenfalls in der Regionalliga Süd zum Einsatz kam. Er wechselte von der Abwehr ins defensive Mittelfeld und war zwei Jahre eine feste Größe im Team, ohne aber eine Saison durchgängig zu spielen. Im dritten Jahr hatte er als Mannschaftskapitän fast die komplette Hinrunde gespielt, als der Verein Insolvenz anmeldete und sich vom Spielbetrieb zurückzog. So wechselte er in der Winterpause ablösefrei in die 3. Liga zum 1. FC Heidenheim, welcher bereits seit längerer Zeit Interesse am Mittelfeldspieler bekundet hatte. Sein erstes Drittligaspiel für Heidenheim bestritt Christian Sauter am 4. Februar 2011, als er im Spiel gegen den 1. FC Saarbrücken in der 78. Spielminute eingewechselt wurde. Im Verlauf der Rückrunde konnte er sich dann in der Profiliga etablieren. In der Saison 2011/12 war Sauter schließlich Stammspieler im defensiven Mittelfeld und erreichte mit Heidenheim Platz 4 der Liga, das bis dahin beste Ergebnis der Vereinsgeschichte im Profifußball.
Zur Saison 2014/15 wechselte er zum 1. FC Saarbrücken. Im Sommer 2016 kehrte Sauter zum Regionalligaaufsteiger SSV Ulm 1846 zurück. Dort gehörte er unter Trainer Stephan Baierl zum erweiterten Stammkreis und lief bis zum Ablauf seines Zwei-Jahres-Vertrags im Sommer 2018 für den Klub in der vierthöchsten Spielklasse auf. Anschließend war er ohne Verein.
2021 kehrte Sauter als Spieler des Bezirksligisten TSV Langenau auf das Fußballfeld zurück. Im Oktober 2022 sprang er zudem interimistisch beim Klub für zwei Ligaspiele als Trainer ein, machte aber nach einer 1:4-Niederlage gegen den vom ebenso Ex-SSV-Ulm-Spieler Benjamin Huber trainierten TSV Neu-Ulm wieder Platz.